# Соколов, Михаил Филиппович
Михаил Филиппович Соколов (27 сентября 1892, с. Людиново, Калужская губерния — 22 апреля 1938, Воронеж) — советский партийный и государственный деятель. В 1923—1925 ответственный секретарь Брянского губернского комитета РКП(б).

## Биография

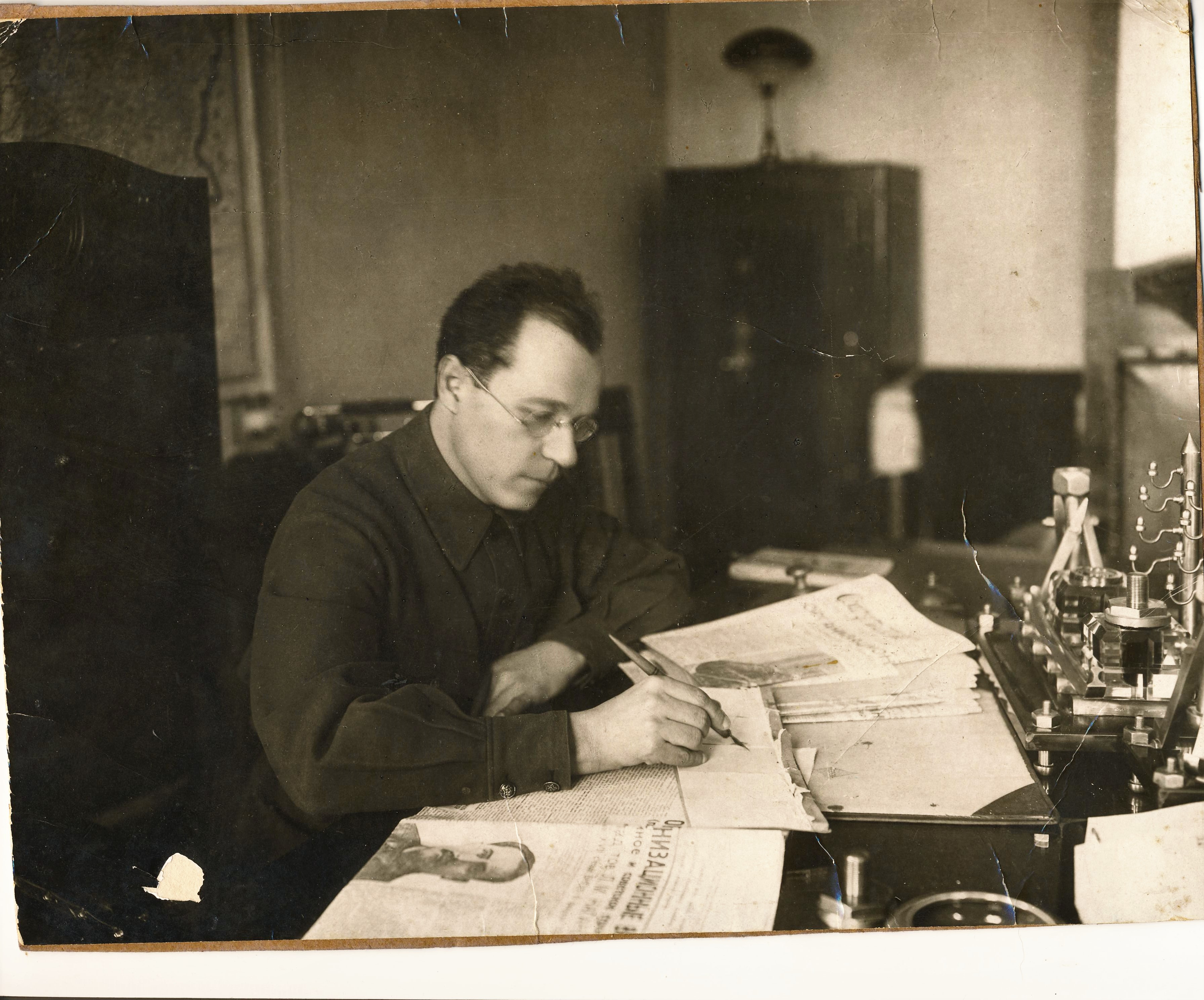
Соколов Михаил Филиппович в своем кабинете. 1933 год

Родился в зажиточной мещанской семье. Русский, образование начальное. С 16-летнего возраста участвовал в революционном движении, вел пропаганду на Мальцовских заводах. Член РСДРП с 1911 г. В 1912—1916 в ссылке в Вятской губернии.
- 1917—1918 председатель Людиновского волостного Совета
- 1918—1919 на партийной работе в Петрограде
- С марта 1919 года на колчаковском фронте, военный комиссар отдела 5-й армии
- 1920—1922 ответственный секретарь Жиздринского уездного комитета РКП(б)
- 1922—1923 ответственный секретарь Бежицкого уездного комитета РКП(б) (Брянская губерния)
- 1923—1925 ответственный секретарь Брянского губернского комитета РКП(б)
- 1925—1926 заведующий Организационным отделом Брянского губернского комитета РКП(б) — ВКП(б)
- 1926—1927 слушатель Курсов марксизма-ленинизма при ЦК ВКП(б)
- 28 января, 1926 - 19 июля, 1928 секретарь Севастопольского горкома
- 1928—1931 заворготделом и завотделом пропаганды Воронежского обкома
- 1931—1934 председатель Центрально-Чернозёмной областной контрольной комиссии ВКП(б)
- апрель 1934—1937 уполномоченный комиссии партийного контроля при ЦК ВКП(б) по Горьковской области.

Был делегатом 8, 12, 13, 14, 17 съездов партии и 2 съезда Советов СССР. Кандидат в члены ВЦИК: XII Всероссийский съезд Советов рабочих, крестьянских, казачьих и красноармейских депутатов (07-16.05.1925)
Арестован 8 декабря 1937 г. УНКВД по Горьковской области, этапирован в Воронеж.
Приговорен выездной сессией ВКВС СССР в Воронеже 17 апреля 1938 г., обв. по ст.ст. 58-8, 58-11: участие в антисоветской право-троцкистской террористической и диверсионной организации, действовавшей в Воронежской области.
Приговор: ВМН. Расстрелян 22 апреля 1938 г. Реабилитирован 13 июня 1956 г. ВКВС СССР.